# Нидерэшах
Нидерэшах (нем. Niedereschach) — община в Германии, в земле Баден-Вюртемберг. 
Подчиняется административному округу Фрайбург. Входит в состав района Шварцвальд-Бар.  Население составляет 5888 человек (на 31 декабря 2010 года). Занимает площадь 33,07 км².